# Linea San Martín

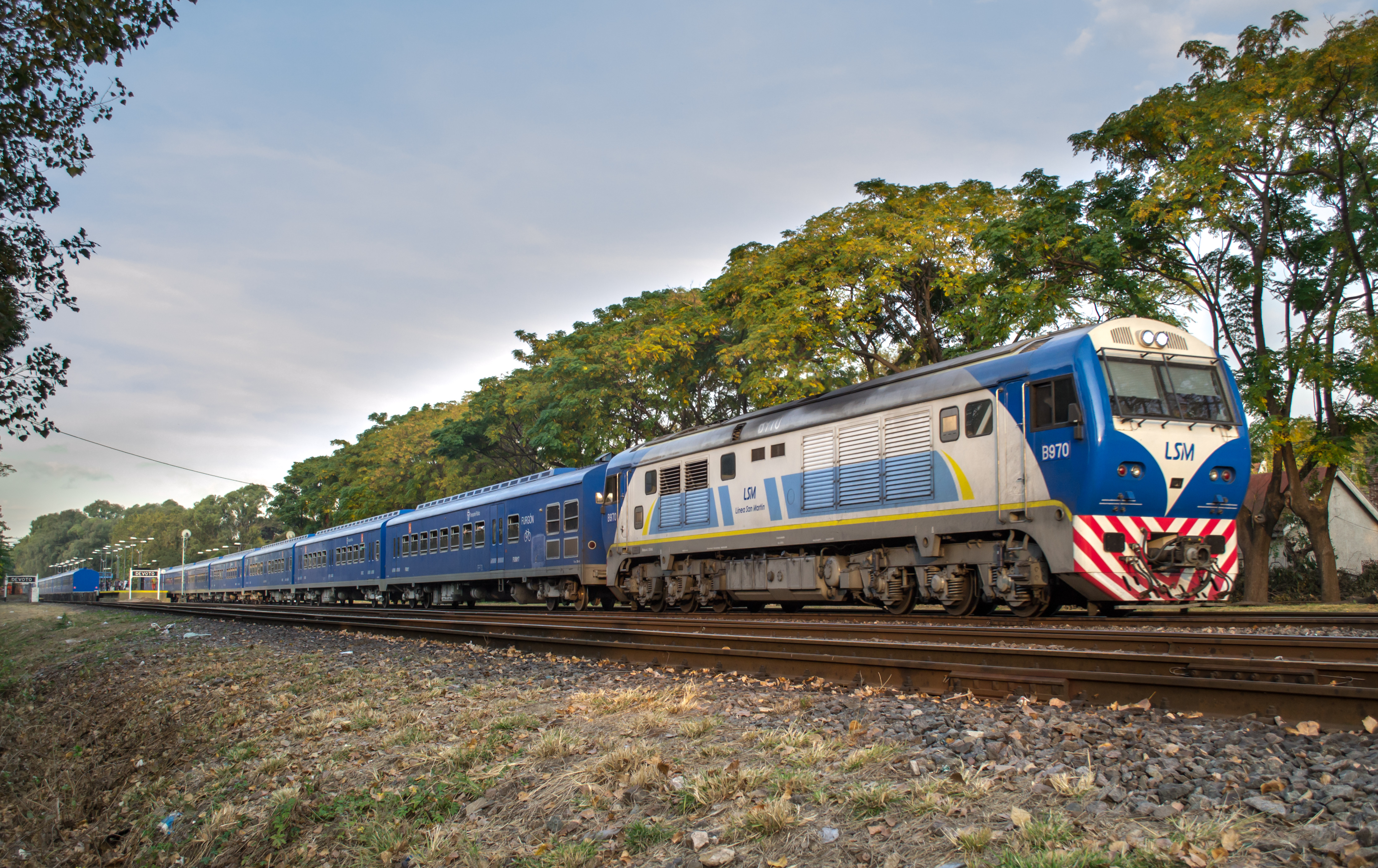
Locomotore CSR SDD7 della Linea San Martín

La linea San Martín (Línea San Martín in spagnolo) è un servizio ferroviario suburbano che unisce la capitale argentina Buenos Aires con la località di Open Door, situata nel partido di Luján, nella parte occidentale della grande conurbazione bonaerense, nella limitrofa provincia di Buenos Aires.
I servizi sono gestiti dalla compagnia statale Trenes Argentinos dal 2 marzo 2015.
Tra il 2018 ed il 2019, nel tratto compreso tra le stazioni di Palermo e La Paternal, all'interno dei confini della città di Buenos Aires, il tracciato della linea San Martín è stato sopraelevato su un viadotto al fine di eliminare i numerosi passaggi a livello.